# Karl Dodd
Karl Dennis Dodd (Southport, 13 de novembro de 1980) é um ex-futebolista e treinador de futebol australiano que atuava como zagueiro. Atualmente treina a equipe do en:Brisbane City FC.

## Carreira de jogador
Após defender Sutherland Sharks e Gold Coast City/Palm Beach Starks em ligas regionais da Austrália, Dodd foi recrutado pelo Queensland Roar para disputar a recém-criada A-League em 2005. Um ano depois, foi para o Universitatea Craiova, porém sua passagem pelos Studenții durou pouco, e ele mudou-se para o Falkirk ainda em 2006.
Em maio de 2007, após recusar uma proposta de renovação de seu contrato, deixou a Escócia para defender o recém-fundado Wellington Phoenix. Em 2 temporadas, o zagueiro atuou em 36 partidas e fez um gol. Ainda jogaria por Sydney United, North Queensland Fury, TSW Pegasus (Hong Kong), Moreton Bay United e Palm Beach, onde encerrou a carreira em 2014.

## Carreira como técnico
Quando ainda jogava pelo Moreton Bay United, Dodd foi contratado pelo Newcastle Jets para ser preparador físico.
Em outubro de 2014, assumiu o time masculino do Western Pride, deixando a função em 2015 para trabalhar como gerente de alto desempenho no Brisbane Roar. Deixou o cargo em março de 2017 alegando que "buscaria algo para alinhar aos seus valores profissionais e pessoais".
Em dezembro foi anunciada sua contratação para treinar a seleção de Guam, no lugar do norte-americano Darren Sawatsky